# AC24.cz
AC24.cz (AC24) je zpravodajský web přinášející informace z českého i zahraničního prostředí. Sám se tituluje jako nezávislý, Ministerstvem vnitra je však považován za „alternativní“ a je jím dlouhodobě sledován jako dezinformační a šířící proruskou propagandu. Web byl založen v roce 2011. Jeho zakladatelem je podnikatel Ondřej Geršl, jehož proklamovaným cílem při zakládání webu bylo změnit myšlení lidí, debatovat o současném světě v širších souvislostech a klást nepříjemné otázky, „které možná boří falešné jistoty kolem nás“. V květnu 2014 pak byla do obchodního rejstříku zapsána obchodní firma AC24 s.r.o., která je vydavatelem stejnojmenného serveru a několika dalších.
Podle think-tanku Evropské hodnoty je server AC24.cz častým šiřitelem nepravdivých zpráv, které buď překrucují, nebo špatně překládají zahraniční zdroje. Think-tank uvádí konkrétní příklady, na nichž demonstruje, k jakým manipulacím v článcích na webu dochází, a upozorňuje na jeho konspirační povahu. Články ze serveru AC24.cz jsou šířeny za pomoci několika facebookových stránek současně.
Jako parodie na tento dezinformační web a jemu podobné vznikl web AZ247.cz, který s podtituly „víc než jen pravda“ nebo „nikdo nám nediktuje, o čem smíme lhát“ publikuje satirické články.

## Další související aktivity
AC24 vydával od února 2014 tištěný měsíčník Vědomí. Časopis, který podle zpravodajského serveru iDNES.cz nabízel hlavně „konspirační teorie, ezoteriku a otevřenou kremelskou propagandu“, přestal vycházet v květnu 2016.
V říjnu 2015 založila společnost AC24 s.r.o. další dezinformační web, cílený na mladší publikum a nazvaný Lajkit.cz. Třetí dezinformační web, který je spjat s tímto vydavatelstvím, je nazván Svět kolem nás (svetkolemnas.info).
Přestože domény webových stránek AC24.cz i Lajkit.cz jsou registrovány na jméno Ondřej Geršl, jako společnice se 100% podílem ve společnosti AC24 s.r.o. je uvedena Kateřina Schleifer, která má dále ještě 51% podíl ve firmě VOONO zaměřené na prodej vlasové kosmetiky.
Se společností AC24 s.r.o. byl rovněž spjat web zdravyclovek.eu, který k lednu 2019 již nefungoval. Jeho facebooková stránka kromě informací o zdraví sdílela často odkazy na web AC24.cz.
Na sociální síti Facebook existuje mnoho stránek sloužících téměř výhradně k šíření článků ze serveru AC24.cz. Jejich aktivitu lze zjistit pomocí webového monitoringu extrémistů na sociálních sítích Blbec.online. Konkrétně se jedná o tyto stránky:
| Název                                                  | Počet like       |
| Anonymous News CZ                                      | přes 3 700 like  |
| Česi a Slováci podporujú Ruský Krym                    | přes 10 400 like |
| ČT a objektivní zpravodajství? Snad v příštím století. | přes 100 like    |
| Chcem byť informovaný                                  | přes 5 400 like  |
| Chci znát pravdu                                       | přes 8 500 like  |
| Kreativní svět - Creative World                        | přes 700 like    |
| Love&Unity - pieceOfGODS's reports                     | přes 800 like    |
| Milujeme svět                                          | přes 100 like    |
| Neubližuj druhému,lebo príde čas keď ti to vráti späť  | přes 17 700 like |
| Politici a politické strany ČR - ODSTUPTE !!!          | přes 8 500 like  |
| Rakovina - alternativní léčba a prevence               | přes 5 900 like  |
| Sdílíme pravdu                                         | přes 22 000 like |
| STOP mediální manipulaci                               | přes 11 700 like |
| TY NEJLEPŠÍ TIPY                                       | přes 400 like    |
| Wake Up / Probuď se                                    | přes 4 900 like  |
| Za mě stávkujete - stávkuji s vámi za pád vlády        | přes 600 like    |
| Za odstoupení prezidenta Václava Klause                | přes 400 like    |

Počty like u jednotlivých facebookových stránek jsou uvedeny k lednu 2019.